# Bristol Brabazon
Il Bristol Type 167 Brabazon era un aereo di linea ad ala bassa realizzato dall'azienda britannica Bristol Aeroplane Company nei tardi anni quaranta e rimasto allo stadio di prototipo.
Caratterizzato dalle misure imponenti e da una configurazione motrice basata su otto motori che fornivano il moto a quattro coppie di eliche controrotanti, era destinato al trasporto passeggeri su rotte commerciali transatlantiche tra la Gran Bretagna e gli Stati Uniti d'America ma si rivelò antieconomico e lo sviluppo venne abbandonato.

## Versioni
Brabazon I
prototipo, l'unico esemplare che sia stato ultimato.
Brabazon II
versione con capacità per 100 posti a sedere, equipaggiato con motori turboelica Bristol Proteus 710 e capacità combustibile pari a 7.000 L e caratterizzato da alcune migliorie tra le quali un diverso carrello d'atterraggio principale a quattro ruote. Realizzato in un solo esemplare, il prototipo non riuscì ad essere terminato a causa dell'annullamento del programma e quindi smantellato.